# Zwierzak
Zwierzak (ang. The Animal) – amerykański film komediowy z 2001 roku.

## Obsada
- Rob Schneider – Marvin
- Colleen Haskell – Rianna
- John C. McGinley – Sierżant Sisk
- Edward Asner – Komendant Wilson
- Michael Caton – Dr Wilder
- Louis Lombardi – Fatty
- Guy Torry – Miles
- Bob Rubin – Bob Harris
- Pilar Schneider – Pani De La Rosa
- Scott Wilson – Burmistrz
- Raymond Ma – Pan Tam